# Campo de' Fiori (programma radiofonico)
Campo de' fiori, Settimanale di vita romana, era un programma radiofonico italiano, diretto da Giovanni Gigliozzi, in onda dal 1956 al 1974 su Rai Radio 1 verso le 12,30. Si trattava di un programma di intrattenimento culturale, che vedeva la partecipazione dello stesso autore, con interviste a personaggi della letteratura, della poesia e dello spettacolo. Il nome fu ispirato dalla famosa piazza di Roma.